# جاده ۹ ایالات متحده آمریکا
جاده ۹ ایالات متحده آمریکا (انگلیسی: U.S. Route 9) یکی از بزرگراه‌های ایالات متحده آمریکا است که به طول ۸۴۱ کیلومتر از چمپلین، نیویورک شروع و در لاورل، دلاور به پایان می‌رسد.

## نگارخانه

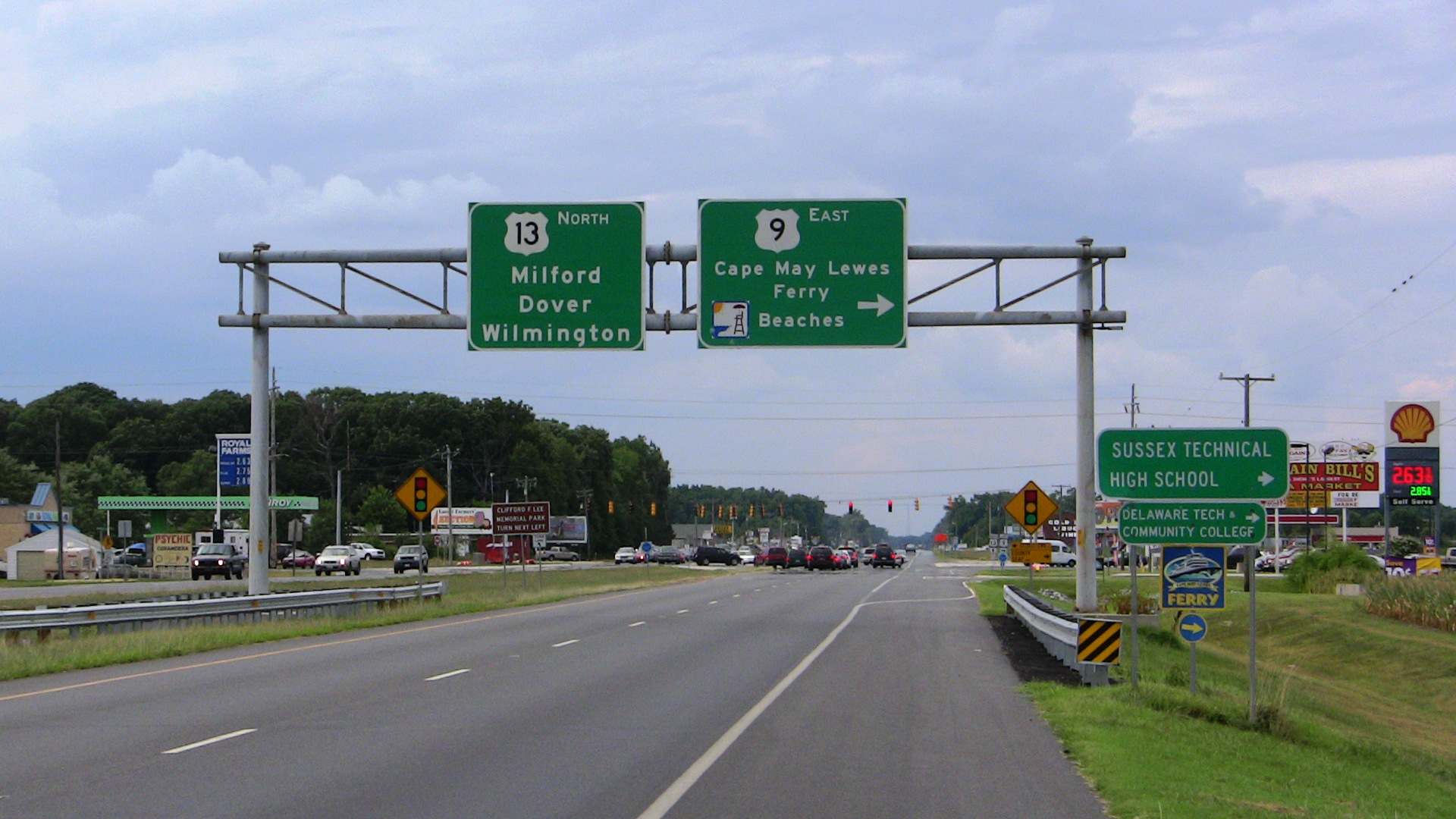
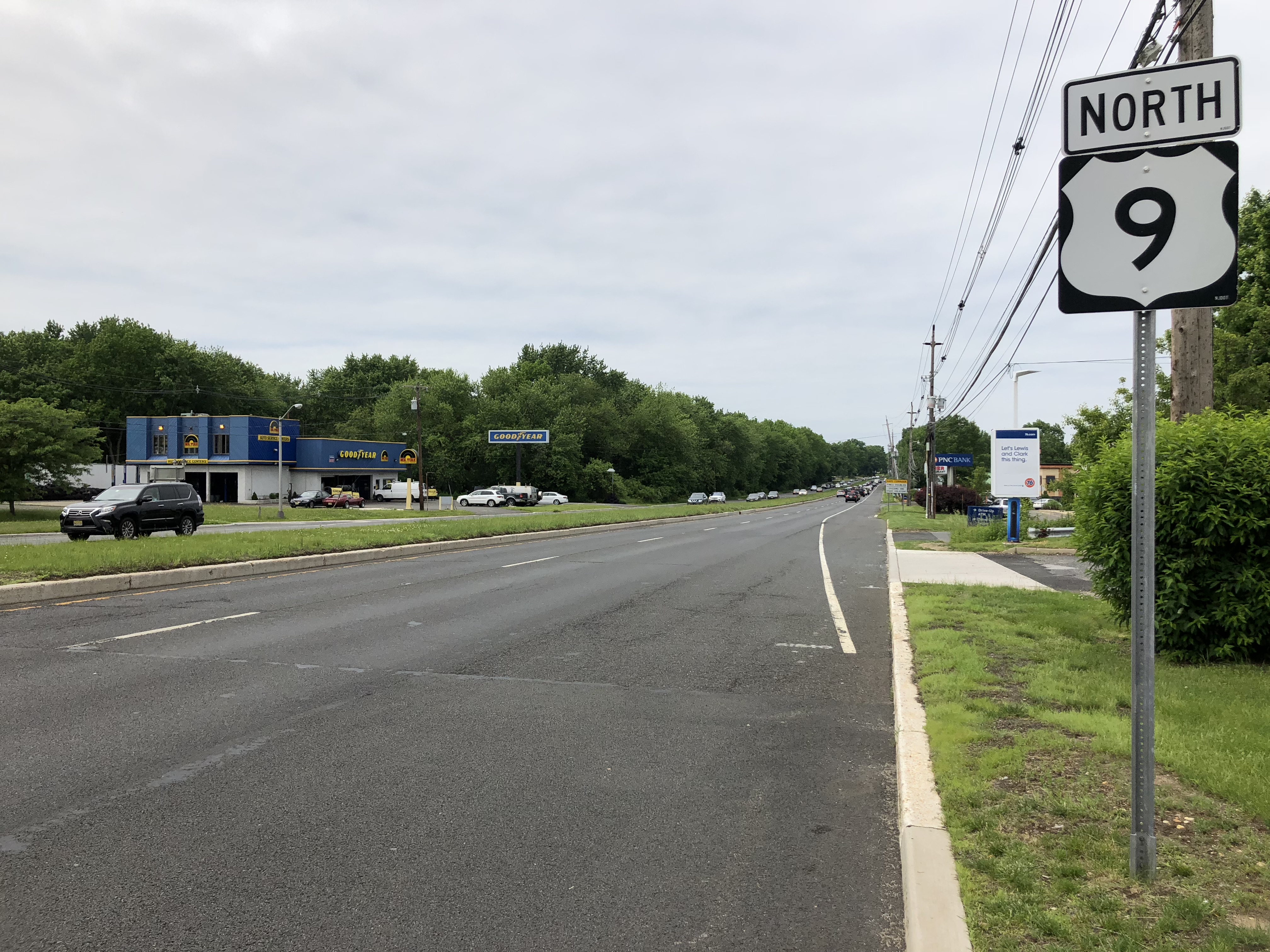
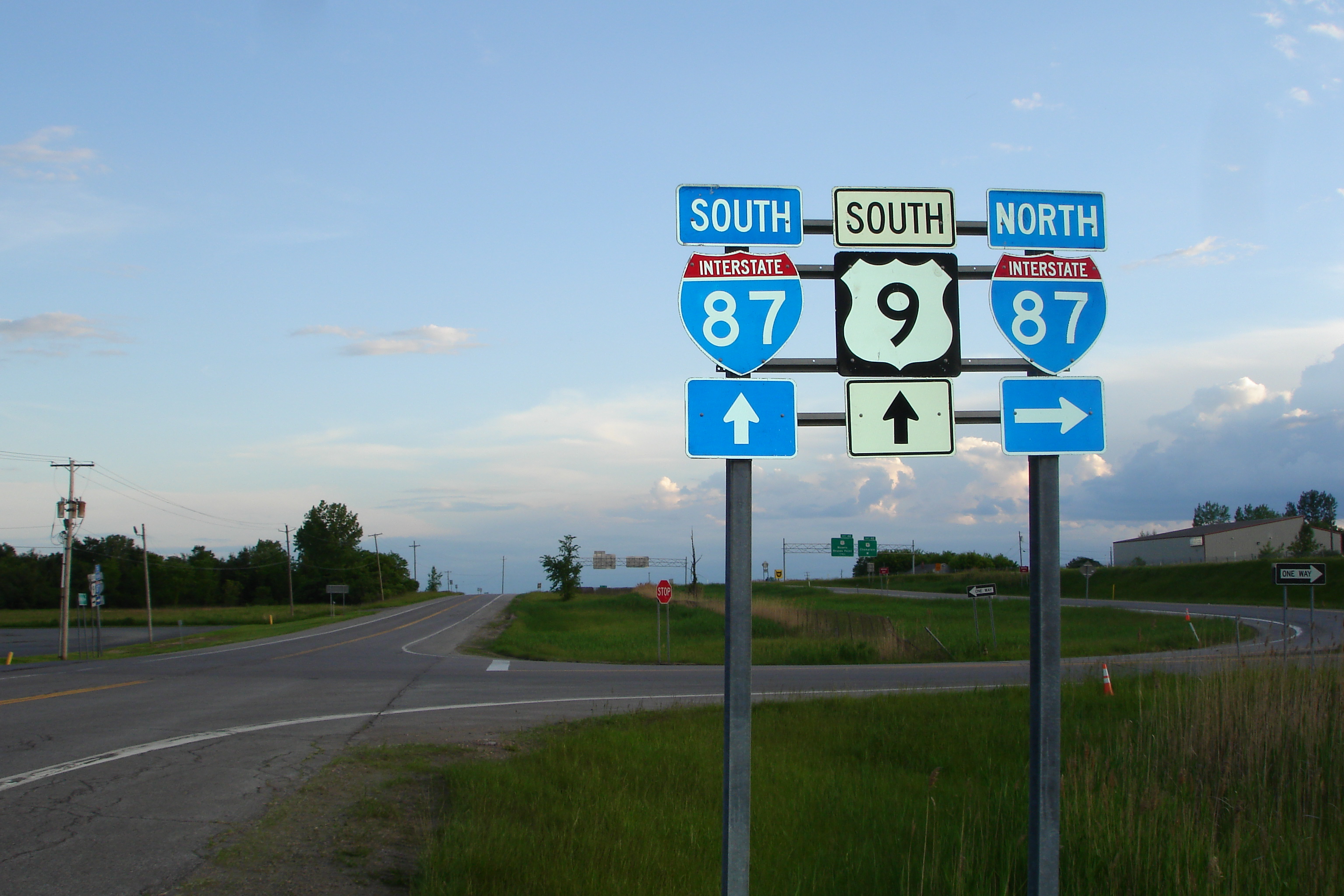
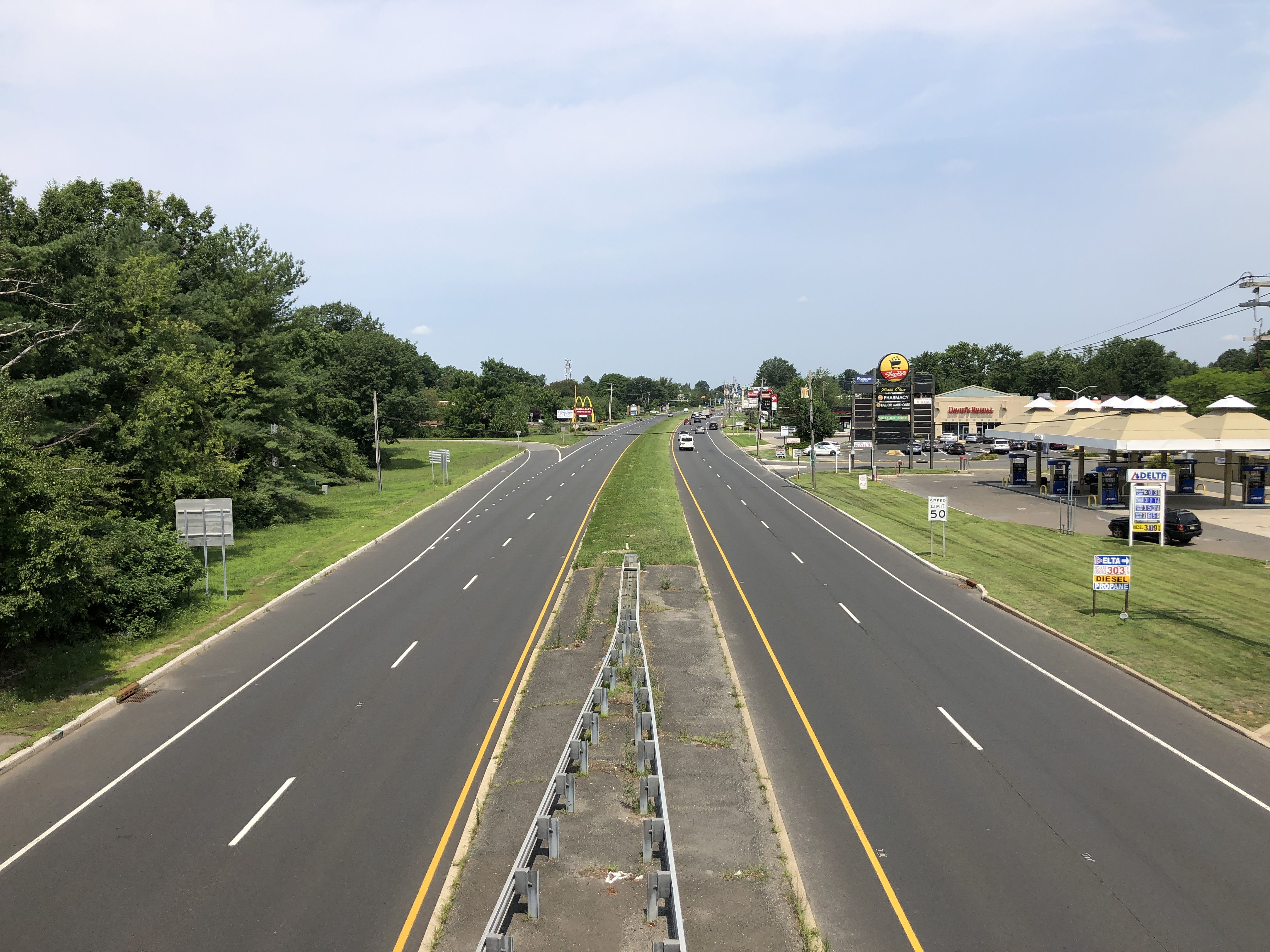